# تشارلز بوشارد
تشارلز بوشارد (بالفرنسية: Charles Bouchard)‏ هو عسكري كندي، ولد في 1956 في ساغينيه في كندا.